# Peter Cullen
Peter Claver Cullen (* 28. července 1941, Montreal, Kanada) je kanadský herec.
Je známý především jako hlas Optima Prima v původním animovaném seriálu Transformers z 80. let a ve většině dalších inkarnací této postavy. Namluvil také mnoho dalších postav v nejrůznějších populárních médiích, například Ijáčka v sérii Medvídek Pú, Montereyho Jacka v Chip 'n Dale Rescue Rangers, první hlas KARRa v seriálu Knight Rider a vokály titulní postavy ve filmu Predátor. V roce 2007 se vrátil k roli Optima Primea v sérii Transformers, počínaje prvním hraným filmem.

## Život
Narodil se v Montrealu v Quebecu Henrymu a Muriel (rozené McCann) Cullenovým. Má tři sourozence: Michaelu, Sonnyho a Larryho. Navštěvoval katolickou střední školu Regiopolis-Notre Dame. Je členem prvního absolventského ročníku kanadské Národní divadelní školy, kterou absolvoval v roce 1963. jeho bratr Larry Cullen byl kapitánem námořní pěchoty Spojených států ve výslužbě a pomohl k vytvoření hlasu Optima Prima.